# Допотопний метод (оповідання)
«Допотопний метод» (англ. Old-fashioned) — науково-фантастичне оповідання американського письменника Айзека Азімова, опубліковане у лютому 1976 року в журналі Bell Telephone Magazine. Оповідання ввійшло в збірку «Двохсотлітня людина та інші історії» (1976).

## Сюжет
Двоє космічних старателів Естес та Фанелеллі застрягли в поясі астероїдів. Вони важко поранені, а двигун та системи зв'язку їхнього космічного корабля пошкоджені припливним ефектом мікроскопічної чорної діри. Хоча в них залишився двотижневий запас їжі та повітря.
У розпачі, Естеса осяює ідея вийти з корабля і запускати наловлені сіткою дрібні камінчики у чорну діру. Це генерує сплески рентгенівських променів, які, як він сподівається, будуть виявлені радіо-телескопами на Землі.
Допомога прибуває до них у надзвичайно стислий термін, оскільки Естес примудрився передати таким чином сигнал SOS азбукою Морзе.